# Snæhvammstindur
Snæhvammstindur är en bergstopp i republiken Island. Den ligger i regionen Austurland, 400 km öster om huvudstaden Reykjavík. Toppen på Snæhvammstindur är 857 meter över havet, eller 141 meter över den omgivande terrängen. Bredden vid basen är 0,62 km.
Närmaste större samhälle är Fáskrúðsfjörður, omkring 14 kilometer norr om Snæhvammstindur.